# A.S.D. Verona Women
La Associazione Sportiva Dilettantistica Verona Women,  también conocida simplemente como Verona Women, fue un club de fútbol femenino italiano con sede en Verona, en la región de Véneto. Fue fundado en 1995 y desapareció en 2018, cuando sus derechos deportivos fueron adquiridos por el Women Hellas Verona, sección femenina del Hellas Verona F.C.
Vestía de azul marino y amarillo y jugaba en el Estadio Olivieri de Verona.
A lo largo de su historia ganó 5 ligas italianas, 3 Copas de Italia y 4 Supercopas italianas.

## Historia
El club fue fundado en 1995 en Bardolino, a 25 kilómetros de Verona, como Società Sportiva Calcio Femminile Bardolino. Debutó en la Serie A en 1998 tras dos ascensos consecutivos.
El Bardolino fue el mejor equipo femenino italiano en la segunda mitad de la primera década del siglo XXI, con cuatro ligas y tres copas entre 2005 y 2009. En 2008 llegó a las semifinales de la Liga de Campeones.
Posteriormente se ha mantenido entre los 5 mejores equipos de la liga. En 2011 se trasladaron a Verona, y dos años después quitaron Bardolino de su nombre. En 2018 sus derechos deportivos fueron adquiridos por el Women Hellas Verona, sección femenina del Hellas Verona F.C.

## Títulos
- 4 Ligas italianas: 2005, 2007, 2008, 2009
- 3 Copa italia: 2006, 2007, 2009
- 4 Supercopas italianas: 2001, 2005, 2007, 2008

## Récord en la Liga de Campeones
- 2006: FP 3-0 D. Maksimir, 2-0 UC Dublin, 0-0 Neulengbach
- 2008: FP 16-0 Birkirkara, 5-0 Krka, 1-0 A. Bilbao — FG 3-2 Neulengbach, 5-1 Almaty, 3-3 Arsenal — 1/4 0-1 1-0 Brøndby — 1/2 2-4 0-3 Frankfurt
- 2009: FG 2-1 Almaty, 3-2 Valur, 0-4 Umea — 1/4 0-5 1-4 O. Lyon
- 2010: 1/16 0-4 2-1 Fortuna
- 2011: FP 5-0 Swansea City, 3-0 Baia, 4-1 Krka — 1/16 0-8 1-6 Fortuna
- 2013: 1/16 0-2 3-0 Birmingham — 1/8 0-1 0-2 Malmö